# Valdas Navasaitis
Valdas Navasaitis est un réalisateur lituanien, né en 1960 à Kaunas. 
De 1983 à 1986 il a travaillé comme réalisateur, cadreur, et scénariste au studio amateur « Banga » de Kaunas. En 1984, avec Sharunas Bartas, il a mené une expédition dans les Monts Saïan de Sibérie pour réaliser le film documentaire Tofolarija. 
De 1988 à 1993, il a étudié la réalisation au VGIK , puis il a réalisé plusieurs films au sein du Studija Kinema fondé par Sharunas Bartas. En 1999, il a créé le studio « image et son », qu'il dirige. 

## Filmographie
- Perpetuum mobile  (2008)
- Dia-Eared  (2000)
- Courtyard  (1999)
- Spring  (1997)
- Autumn Snow  (1992)
- Tofolarija  (1985)